# Sam Stanton
Samuel Stanton, detto Sam (Edimburgo, 19 aprile 1994), è un calciatore scozzese, centrocampista dell'Arbroath in prestito dai Raith Rovers.

## Carriera

### Club
Ha giocato nella prima divisione dei campionati scozzese ed irlandese.

### Nazionale
Ha giocato nelle nazionali giovanili scozzesi Under-18, Under-19 ed Under-21.

## Palmarès

### Club

#### Competizioni nazionali
- Coppa di Scozia: 1

Hibernian: 2015-2016
- Supercoppa d'Irlanda: 1

Dundalk: 2021
- Scottish Challenge Cup: 1

Raith Rovers: 2021-2022
- Scottish League One: 1

Arbroath: 2024-2025